# Blautia schinkii
Blautia schinkii es una especie de  bacteria grampositiva del género Blautia. Fue descrita en el año 2008. Su etimología hace referencia a Bernard Schink. Anteriormente conocida como Ruminococcus schinkii. Es anaerobia estricta e inmóvil. Tiene un tamaño de 0,8-1,1 μm de ancho por 1,4-2,8 μm de largo. Temperatura de crecimiento entre 20-45 °C, óptima de 39 °C. Catalasa y oxidasa negativas. Se ha aislado del rumen de un cordero.